# 林田堅吾
林田 堅吾（はやしだ けんご、1975年8月25日 - ）は、長崎県島原市出身の元プロ野球選手（投手）。右投右打。

## 来歴・人物
島原工高を卒業後、1994年に渡米し、フロリダ州のセントピーターズバーグ短期大学に留学する。
その後、アリゾナ・ウエスタン短期大学に転校。ここで、日本ハムファイターズのスカウトの目に留まり、1996年のドラフト会議で8位指名され入団。156km/hのストレートと大きく曲がるフォークが持ち球だった。
しかし、1年目に左肩を手術してリハビリ生活で一軍登板すること無く1998年に引退。
プロ入り直後、アリゾナ・ウエスタン短期大学の同級生であるビリー・ムニョスを球団に紹介し入団させたが、ムニョスも一軍出場することなく1年で退団した。

## 詳細情報

### 年度別投手成績
- 一軍公式戦出場なし

### 背番号
- 53 （1997年 - 1998年）